# دیانویا
دیانویا (انگلیسی: Dianoia) اصطلاحی فلسفی برای نوعی از قوهٔ ذهن انسان است که به‌طور اخص در نتیجه‌گیری از مفروضات و ساخت و درک استدلال‌ها به کار می‌رود. این اصطلاح همچنین می‌تواند به افکاری که از این قوهٔ حاصل می‌شود گفته شود. ما در اصل از دیانویا برای ساخت برهان ریاضی استفاده می‌کنیم.

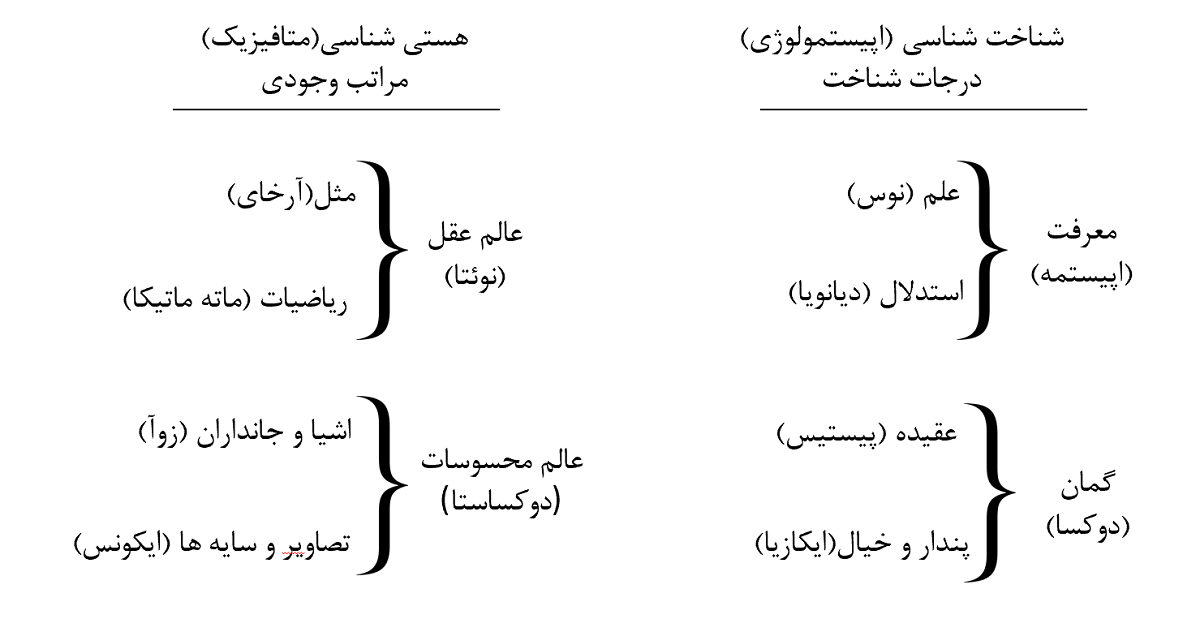
تمثیل خط افلاطون

در مقابل، موجودی که می‌تواند از طریق شهود از درستی یک قضیه آگاه شود، از قوه ذهنی شهود(نوس) بهره‌مند است. در مقایسه با نوس، دیانویا به وضوح توانایی انسان در منطق و استدلال است. افلاطون، در تمثیل خط منقسم خود، واژگان نوس و دیانویا را برای تبیین بالاترین و دومین سطح از قوهٔ ذهنی به کار می‌برد.
افلاطون در کتاب جمهوری می‌گوید:
«گفتم منظور من از طبقه اول معقولات (که با قوه ذهنی دیانویا ادراک می‌شوند) همین بود، چنان‌که گفتم نفس انسانی برای درک این طبقه از معقولات مجبور است فرضیاتی بکار برد و به مبدأ نمی‌رسد، زیرا از فرضیه تجاوز نمی‌تواند کرد بلکه از تصاویری استمداد می‌نماید و آن همان اشیائی است که شبح آن در یک طبقه پایینتر یافت می‌شود. البته این تصاویر نسبت به آن اشباح روشن‌تر و واضح تر است و علیهذا بر آن رجحان و برتری دارد. گفت فهمیدم این بیان تو ناظر به تحقیقات هندسی و علوم دیگر از این قبیل است»